# アルフハウゼン
アルフハウゼン (ドイツ語: Alfhausen) は、ドイツ連邦共和国ニーダーザクセン州オスナブリュック郡北部のザムトゲマインデ・ベルゼンブリュックを構成する町村（以下、本項では便宜上「町」と記述する）である。

## 地理

### 位置
アルフハウゼンは、オスナブリュックの北約 27 km（直線距離）、西のアンクム高地の南東支脈と南東のアルフ湖との間に位置している。この町に至る最速ルートは連邦アウトバーン A1号線のノイエンキルヒェン＝フェルデン・インターチェンジを利用する方法である。アルフハウゼンは連邦道 B68号線沿いのベルゼンブリュック（北）とブラームシェ/ヘゼーペ（南）との間にあたる。

### 気候
北海からの湿った北西風の影響を受ける温帯海洋性気候である。アルフハウゼンの年間平均気温は 8.5 - 9.0 ℃、年間降水量は約 700 mm である。5月から8月までの間に平均 20 -25日の夏日がある。降水量はドイツ全体で中程度であり、ドイツの測候所の 51 % がこれより少ない値を観測している。最も乾燥するのは2月、最も降水量が多いのは6月である。6月には2月の1.6倍の降水量がある。降水量の年間変化は少なく、年中通して比較的均一に降水がある。これよりも降水量の年間変動が少ない測候所は全測候所の 7 % にあたる地点だけである。

### 自治体の構成
この町は以下の地区で構成されている: アルフハウゼン、ヘーケ、ティーネ、ヴァレン。

### 隣接する市町村
アルフハウゼンは、北西はアンクム、北はベルゼンブリュック、東はリーステと境を接している。これらの市町村はいずれもアルフハウゼンと同じザムトゲマインデ・ベルゼンブリュックに属している。南はブラームシェのヘゼーペ市区、西は同じくブラームシェに属すエッフェルンおよびバルクムと接している。

## 歴史
「ハイリゲンベルク (104.3 m) の麓、伝説に包まれたギールスフェルトにある」堅固な教会村アルフハウゼンは、977年10月29日の皇帝オットー2世の文書に Alfhuson という表記で初めて記録されている。

### 地名の意味
古高ドイツ語の地名 Alfhuson はおそらく、数多い "Alf" で始まる人名から生じた地名の1つであると推測される。したがって、アルフハウゼンは「アルフという人物が住む家」を意味する。これは、この集落が Alf を含む周辺集落の主邑であったことを意味する。低地ドイツ語であると仮定すると Alf は数字の 11 を表しており、この地名は「11軒の家」と解釈できるが、集落学の見地からこの説は採用されない。

### アルケの伝説
昔、現在のアルフハウゼン集落に12軒しか家がなかった頃、人々はメルツェンの教会まで通わなければならなかった。このうち、1軒の家は他の家から離れたギールスフェルトの墳墓に近い荒れ地にあった。ここは「クルーク」（酒場）と呼ばれ、教会へ長い道を通う人たちがビールで一息つく場所であった。アルケという名の主人は愛する神のことよりも、稼ぎのことを考えた。彼は人々にいつもミサには間に合うと言って酒を飲むように強要していた。このため、この集落の人たちが時間通りにつくことは滅多になくなった。そしてついに彼に神の裁きが下った。いつものように教会行く人たちを待って、罰当たりな言葉を口にしたとたん、この家は地中に沈んでいった。こうして家も農地も主人と一緒に沈んでしまったのである。
この場所には2つの深い穴「アルケンクルーク」ができた。人々は残った11軒の家をアルフハウゼンと名付けた。自業自得で沈んだ人たちを永遠にコミュニティーから排除し、固有の教会を建設した。しかし、アルケが家と一緒に沈んでいった場所では、夜中になるとアルケが悪事を働いていた。アルケンクルークの周りを3周してアルケの名を呼ぶと、アルケが燃える車に乗って現れ、奈落に引きずり込まれると言われていた。
ある日、農夫のグルムフェルトが数人の友人と座ってビールを飲みながら話をしていた。彼は賢くて速い馬を持っていたが、雷、嵐、ひどい飢饉に苦しんでいたので、今夜白馬でアルケンクルークに行ってアルケと勝負をすると言い出した。他の者たちはこの言葉を真に受け、失敗することに 9ポンドの銀を賭けた。彼はこの賭を受けて立ち、馬に乗る準備をした。彼は馬を飾り立て、アルケンクルークへ行くと、夜になったらすることを馬に指示した。この賢い馬はすべて了解し、主人を乗せて素早く戻った。彼は夜に大きな門を開けて欲しいと言い、持っている最上の食べ物を与えた。そして彼は、厳粛に敬虔な気持ちで父と子と聖霊に、自分の罪を赦し、魂を護り、危機から救って下さるよう3度祈った。
真夜中が近づいた。グルムフェルトはアルケの穴へ馬で行き、その縁に着いた。静かで星の明るい夜だった。物音はせず、キツネやフクロウさえ音を立てなかった。白馬はじっとして脚を動かすこともしなかった。グルムフェルトは静かに祈りを捧げた。やがて12時の鐘がまずエッフェルンから、次いでメルツェン、最後にアルフハウゼンから聞こえた。最後の鐘が鳴った時彼は大声で叫んだ「アルケ、出てこい！俺と競争しろ」。すると不気味な声がこれに応えた「俺は靴を履いた。お前を追いかけ、悪魔に引きずり込んでやる。」その声を聴いたとたん、農夫は馬に拍車を加え、猛烈に馬を農場へ疾走させた。アルケは燃える車でそれを追った。怪物はだんだん近づいてくる。怪物が騎手を捕らえようとしたその瞬間、白馬は土間の扉を越えた。
グルムフェルトは無事で、賭に勝ったが、馬を失った。馬は倒れ、死んでしまった。火葬場でグルムフェルトは神に感謝し、2度とこんな事はしないと誓った。
翌朝、門柱に燃え立つ輪の印があった。それは黒い炭になった。

### 1974年の天災
1974年8月16日から17日にかけての夜、アルフハウゼンとその周辺を8時間にわたり嵐が襲った。最大でビリヤードのボールほどにもなった雹が降り、甚大な被害を及ぼした。

### 町村合併
1971年2月1日にヘーケ、ティーネ、ヴァレンがこの町に合併した。

## 住民

### 人口推移
以下の表は、各年の12月31日時点での町域における人口を示している。
数値は、1987年5月25日の人口調査結果に基づくニーダーザクセン州統計およびコミュニケーション技術局の研究結果である。
1961年（6月6日）と1970年（5月27日）の数値は、1971年2月1日に合併した地域の人口を含む人口調査の結果である。
| 年   | 人口（人） |
| ---- | ---------- |
| 1961 | 2,592      |
| 1970 | 2,524      |
| 1987 | 2,471      |
| 1990 | 2,551      |
| 1995 | 3,512      |
| 2000 | 3,535      |
| 2005 | 3,807      |
| 2010 | 3,801      |
| 2011 | 3,800      |

### 宗教
住民の多くはローマ＝カトリック信者である。ただし、その他の宗教団体も町にある。

## 行政

### 議会
アルフハウゼンの町議会は 15議席からなる。
町長はアグネス・ドロステ (CDU) である。

### 姉妹自治体
- ラ・メニャンヌ（フランス語版、英語版）、2016年1月1日以降は Longuenée-en-Anjou の一部（フランス、メーヌ＝エ＝ロワール県）

## 文化と見所

### 音楽
アルフハウゼンは数多くの音楽グループが誕生した町である。

### 建築

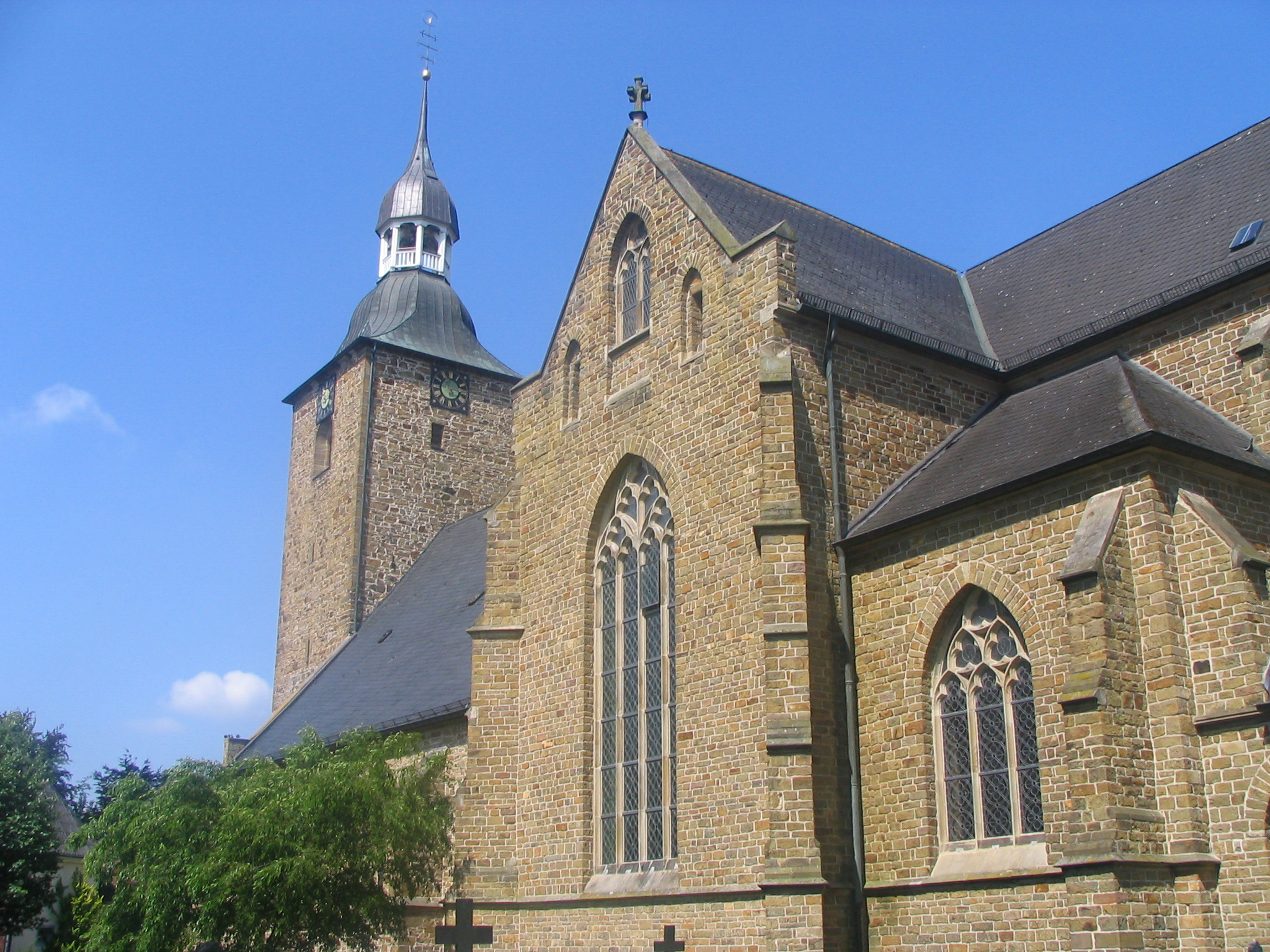
聖ヨハニス教区教会

新たに修復された13世紀に建てられたローマ＝カトリックの教区教会聖ヨハニス教会はこの町の主要な見所である。ベントハイムの洗礼盤や1517年に制作された光り輝く聖母像など、一部ゴシック時代のものを含む調度も見所である。このほかに、古い町の中心部には16世紀に建設された保存状態の良い建物が数棟遺されている。
ハーゼ川の洪水対策調整池として1971年から設けられたアルフゼー（アルフ湖）は、アルフハウゼンの町名にちなんでその名がつけられた。この湖は、レジャー客やハイキング客に人気の行楽地として人気を得ている。1990年代に予備貯水池として2つめの調整池が設けられた。

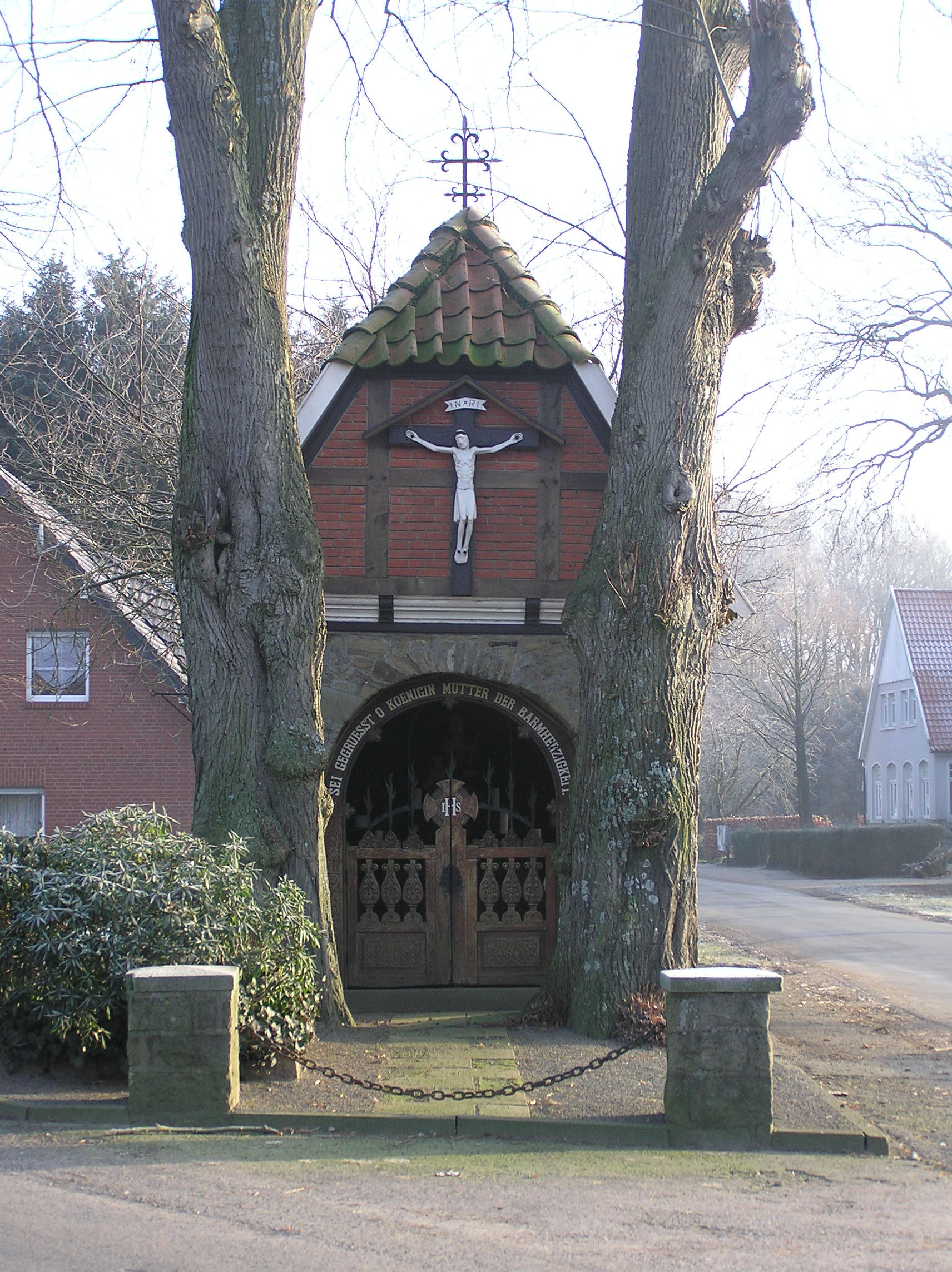
ヘーカー・クラウゼ

ヘーカー・クラウゼ（1818年建造）はヘーケ地区の中心にあり、1970年に増改築がなされた。この堂は現在も5月の聖母の祈りや祈願節の礼拝に使われている。
アンクムとの町境付近のギールスフェルトには、様々な石器時代の墳墓が存在している。

### スポーツ
町内で様々なスポーツを楽しむことができる: サッカー、柔道、自転車競技、バレーボール、射撃競技、乗馬、釣りなどである。

## 経済と社会資本

### 交通
アルフハウゼンは連邦道 B68号線および鉄道オルデンブルク - オスナブリュック線沿いに位置している。アルフハウゼン町内の駅は廃止されており、最寄りの駅は北のベルゼンブリュック（RE18 オルデンブルクおよびヴィルヘルムスハーフェン行き）、南のブラームシェ（RE18 および RB58 オスナブリュック方面）およびブラームシェ＝ヘゼーペ（RB58 オスナブリュック - フェヒタ - ブレーメン）である。デルメンホルスト - ヘゼーペ線 (RB58) のリーステの駅までは約 6 km の距離がある。自動車では、近くを通るアウトバーン A1号線（ハンザライン）のオスナブリュック北、ノイエンキルヒェン＝フェルデ、ホルドルフの各インターチェンジからアクセス可能である。オスナブリュック交通会社のバス路線がアルフハウゼンからリーステやベルゼンブリュックへ運行している。